# Xavier Garbajosa
Pour le joueur espagnol de basket-ball, voir Jorge Garbajosa.

a Compétitions nationales et continentales officielles uniquement.

b Matchs officiels uniquement.
Dernière mise à jour le 16 juillet 2019.
Xavier Garbajosa, né le 5 décembre 1976 à Toulouse (Haute-Garonne), est un joueur et entraîneur de rugby à XV français. Il a joué en équipe de France, au Stade toulousain et à l'Aviron bayonnais, et évoluait au poste d'arrière, centre ou ailier.
Avec le Stade toulousain, il remporte une Coupe d'Europe en 2003 ainsi que trois fois le championnat de France en 1997, 1999 et 2001. Avec l'équipe de France, il remporte deux fois le Tournoi des Six Nations en 1998 et 2002.
Après sa carrière, il devient entraîneur adjoint du Stade rochelais de 2014 à 2019 puis entraîneur principal du Montpellier HR de 2019 à 2021. Il a également entraîné le Lyon OU lors de la saison 2022-2023.
Il est le meilleur marqueur d'essais du Championnat en 2001 et en 2002.

## Biographie

### Jeunesse et formation
Né le 5 décembre 1976 à la clinique Saint-Jean-du-Languedoc à Toulouse, il hésite longtemps, enfant, entre le football (il est sélectionné dans l'équipe de la Ligue du Midi) et le rugby à Montaudran, Saint Orens de Gameville puis Castanet-Tolosan. Finalement, la culture familiale s'impose. Son père Robert est deuxième ligne à Graulhet, Saint-Girons, Agen, Castres, Cahors puis le TOEC avant de se lancer dans une carrière d'entraîneur. Xavier Garbajosa rejoint le Stade toulousain en 1993. Il devient champion de France Reichel en 1994 et en 1995, international juniors et champion du monde FIRA à Bucarest en 1995.

### Carrière de joueur
Il intègre ensuite l'équipe fanion en 1996, devient champion de France en 1997, 1999 et 2001 et champion d'Europe 2003.

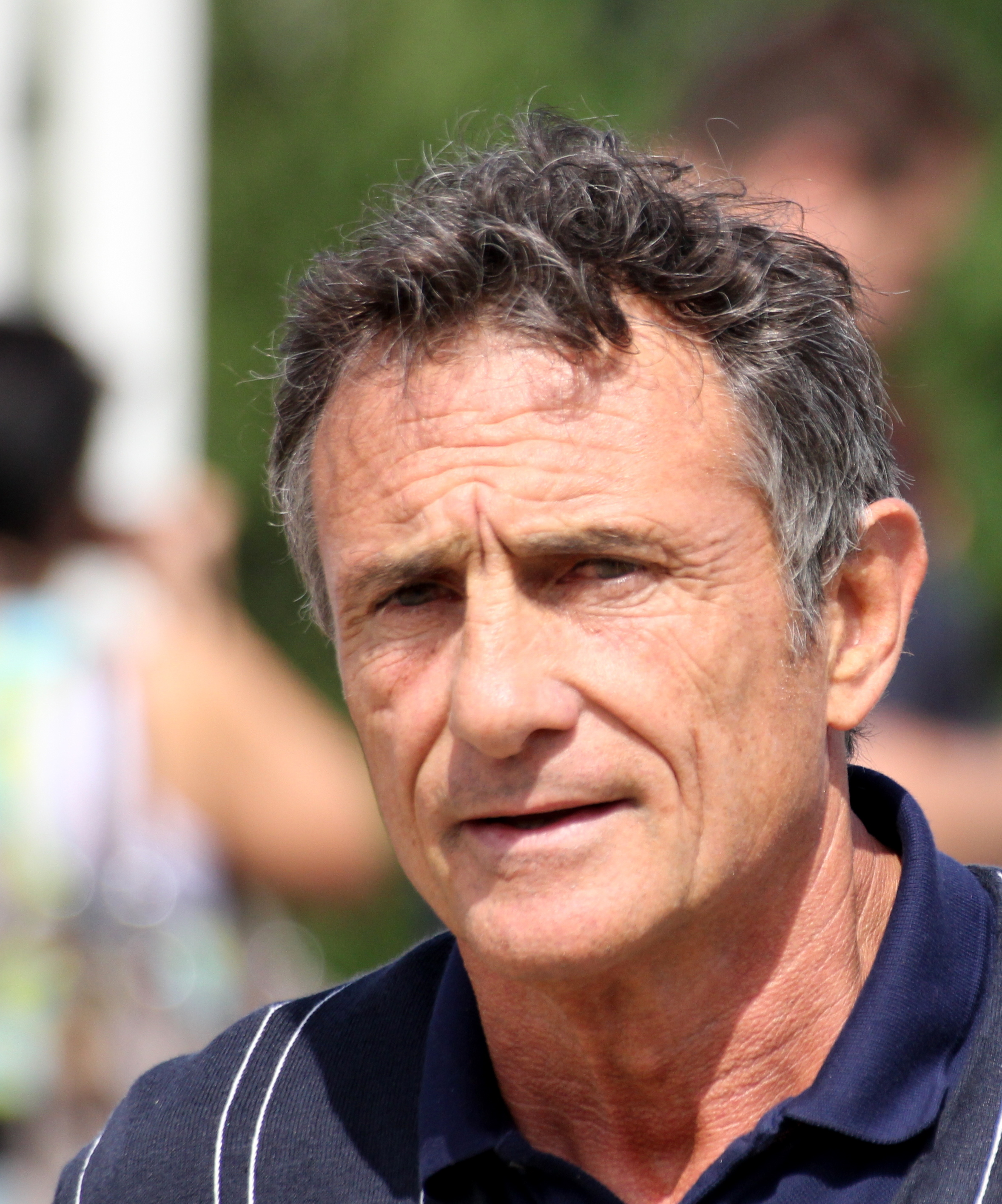
Guy Novès, ici en 2011, est l'entraîneur de Xavier Garbajosa de 1996 à 2007.

En équipe nationale, il cumule 32 sélections et 6 essais entre le 7 mars 1998 contre l'Irlande, cinq mois après avoir signé son premier contrat pro, et le 6 septembre 2003 face à l'Angleterre, ponctués par deux Grands Chelems dans le Tournoi en 1998 et 2002.
Le 11 novembre 1998, il joue son premier match avec les Barbarians français contre l'Argentine à Bourgoin-Jallieu. Les Baa-Baas s'imposent 38 à 30.
Le 24 mai 2003, il est titulaire avec le Stade toulousain, associé à Yannick Jauzion au centre, en finale de la Coupe d'Europe au Lansdowne Road de Dublin face à l'USA Perpignan. Les toulousains s'imposent 22 à 17 face aux catalans et deviennent ainsi champions d'Europe.
En septembre 2003, il joue avec les Barbarians français à l'occasion d'un match opposant le XV de France, rebaptisé pour l'occasion XV du Président (afin de contourner le règlement qui interdit tout match international à moins d'un mois de la Coupe du monde), et les Barbarians français, composés essentiellement des joueurs tricolores non retenus dans ce XV présidentiel et mis à disposition des Baa-Baas par Bernard Laporte. Ce match se déroule au Parc des sports et de l'amitié à Narbonne et voit le XV du président s'imposer 83 à 12 face aux Baa-Baas.
En novembre 2005, il est sélectionné avec les Barbarians français pour jouer un match contre l'Australie A à Bordeaux. Les Baa-Baas s'inclinent 42 à 12.
Il évolue au Stade toulousain durant onze années en équipe première, puis à l'Aviron bayonnais, où il signe au printemps 2007 pour y terminer une très belle carrière qui lui fait connaître le plus haut niveau international.
Un genou fragile depuis ses sélections juniors (rupture des ligaments croisés antérieurs et du latéral externe du genou droit en 1995) le rend indisponible pour la coupe du monde 2003. Opéré d'une ostéotomie en février 2004, c'est le genou gauche qui lâche en octobre 2004 (opérations le 20 novembre des ligaments croisés et le 5 décembre pour un staphylocoque). Il reprend la compétition le 27 août 2005 face à la Section paloise. Il met un terme à sa carrière le 31 décembre 2008.

### Carrière d'entraîneur et de consultant
Il est co-entraîneur de l'équipe des cadets du Stade toulousain et consultant rugby pour Eurosport jusqu'en 2014. Il est aussi consultant pour Sud Radio lors de la saison 2013-2014.
En juin 2014, il intègre le Stade rochelais, en Top 14, en tant qu'entraîneur adjoint, chargé des skills (technique individuelle). Il est associé au duo d'entraîneurs Patrice Collazo et Fabrice Ribeyrolles. Le 22 septembre 2014, il est nommé entraîneur des trois-quarts à la place de Fabrice Ribeyrolles. En novembre 2017, le Stade rochelais prolonge les contrats de ses entraîneurs, il est ainsi engagé avec le club jusqu'en 2022. En 2018, Patrice Collazo quitte le club. Xavier Garbajosa dirige alors l'équipe quelques mois aux côtés de Grégory Patat avant de travailler avec le nouveau directeur du rugby rochelais Jono Gibbes.
En 2016, il est choisi pour entraîner les Barbarians français, aux côtés de Raphaël Ibanez, lors d'un match opposant le 24 novembre les Baa-Baas à une sélection australienne au Stade Chaban-Delmas de Bordeaux. En juin 2018, il est de nouveau choisi pour entraîner les Barbarians français, aux côtés de Christophe Urios, lors de la tournée des Baa-Baas en Nouvelle-Zélande pour affronter les Crusaders à Christchurch, puis les Highlanders à Invercargill.
En 2019, le président de Montpellier, Mohed Altrad, lui confie le poste d'entraîneur principal du Montpellier Hérault rugby. À partir de 2020, il travaille sous la direction du Philippe Saint-André, directeur du rugby, chargé de mener la politique sportive du club. Après sept défaites en dix rencontres disputées lors de la saison 2020-2021, dont trois à domicile, il est remercié de son poste de manager et remplacé par Saint-André.
En 2021, il devient consultant pour Canal+ pour commenter le Top 14. Il participe notamment au Late Rugby Club sur Canal+ Sport.
Il est de nouveau nommé pour entraîner les Barbarians français lors d'un match opposant les Baa-Baas à l'équipe des Tonga de rugby à XV le 13 novembre 2021 au Matmut Stadium Gerland de Lyon. Il entraîne la sélection avec son ancien coéquipier au Stade toulousain, Christian Labit.
Le 5 février 2022, il annonce en avance sa nomination pour une durée de 3 ans au poste de manager sportif au sein de l'équipe du LOU Rugby, avec une prise de fonction effective le 1er juillet 2022. Là-bas, il réalise une saison assez irrégulière. Son nouveau club est éliminé lors des barrages de Top 14 à domicile par l'Union Bordeaux-Bègles après avoir accroché une troisième place lors de la phase régulière. Mais il est aussi éliminé en quarts de finale de Challenge Cup. Malgré quelques tensions entre le manager et son vestiaire durant la saison, ce dernier terminera complètement celle-ci avant d'être remercié en juin 2023 par ses dirigeants.
Il rejoint BeIn Sports en tant que consultant à partir de décembre 2023 sur des matchs de Champions Cup.

## Bilan en tant qu'entraîneur
| Saison      | Club            | Division | Poste    | Classement                  | Coupe d'Europe             | Challenge européen     |
| ----------- | --------------- | -------- | -------- | --------------------------- | -------------------------- | ---------------------- |
| 2014 - 2015 | Stade rochelais | Top 14   | Arrières | 9e                          | -                          | Éliminé en poule       |
| 2015 - 2016 | Stade rochelais | Top 14   | Arrières | 9e                          | -                          | Éliminé en poule       |
| 2016 - 2017 | Stade rochelais | Top 14   | Arrières | 1er, éliminé en demi-finale | -                          | Éliminé en demi-finale |
| 2017 - 2018 | Stade rochelais | Top 14   | Arrières | 7e                          | Éliminé en quart-de-finale | -                      |
| 2018 - 2019 | Stade rochelais | Top 14   | Arrières | 5e, éliminé en demi-finale  | -                          | Défaite en finale      |
| 2019 - 2020 | Montpellier HR  | Top 14   | Manager  | 8e (arrêt du championnat)   | Éliminé en poule           | -                      |

## Palmarès

### En club
Avec le Stade toulousain
- Championnat de France de première division :
  - Champion (3) : 1997, 1999 et 2001
  - Vice-champion (2) : 2003 et 2006 (il remplace Vincent Clerc à la 55e minute)
- Coupe d'Europe :
  - Vainqueur (1) : 2003
- Coupe de France :
  - Vainqueur (1) : 1998
- Coupe Frantz Reichel : 
  - Vainqueur (2) : 1994 et 1995

### En équipe nationale
- 32 sélections en équipe de France entre 1998 et 2003
- 7 essais (35 points)
- Sélections par année : 4 en 1998, 12 en 1999, 3 en 2000, 3 en 2001, 4 en 2002, 6 en 2003
- Grand chelem : 1998, 2002
- Tournées en Argentine en 1998 et en Nouvelle-Zélande en 1999
- Champion du monde Junior : 1995

En coupe du monde :
- 2003 : sélectionné, il doit déclarer forfait sur blessure et ne participe qu'à la remise des maillots avant de rentrer en France le 27 octobre
- 1999 : vice-champion du monde, 6 sélections (Canada, Namibie, Fidji, Argentine, Nouvelle-Zélande, Australie)

### Distinctions personnelles
- Meilleur marqueur d'essais du championnat : 2001, 2002, 2003
- Oscars du Midi olympique :  Oscar de Bronze 2003
- Nuit du rugby 2017 : Meilleur staff d'entraîneur du Top 14 (avec Patrice Collazo et Akvsenti Giorgadze) pour la saison 2016-2017

## Statistiques

### Tournoi des Cinq/Six Nations
| Édition           | Rang | Résultats France | Résultats Garbajosa | Matchs Garbajosa |
| ----------------- | ---- | ---------------- | ------------------- | ---------------- |
| Cinq Nations 1998 | 1    | 4 v, 0 n, 0 d    | 2 v, 0 n, 0 d       | 2/4              |
| Cinq Nations 1999 | 5    | 1 v, 0 n, 3 d    | 0 v, 0 n, 3 d       | 3/4              |
| Six Nations 2001  | 5    | 2 v, 0 n, 3 d    | 1 v, 0 n, 2 d       | 3/5              |
| Six Nations 2002  | 1    | 5 v, 0 n, 0 d    | 2 v, 0 n, 0 d       | 2/5              |
| Six Nations 2003  | 3    | 3 v, 0 n, 2 d    | 3 v, 0 n, 2 d       | 5/5              |

Légende : v = victoire ; n = match nul ; d = défaite ; la ligne est en gras quand il y a Grand Chelem.

### Coupe du monde
| Édition          | Rang      | Résultats France | Résultats Garbajosa | Matchs Garbajosa |
| ---------------- | --------- | ---------------- | ------------------- | ---------------- |
| Royaume-Uni 1999 | Finaliste | 5 v, 0 n, 1 d    | 5 v, 0 n, 1 d       | 6/6              |

Légende : v = victoire ; n = match nul ; d = défaite.